# جف بارکر (بازیکن فوتبال)
جف بارکر (انگلیسی: Jeff Barker؛ ۱۶ اکتبر ۱۹۱۵ – ۱۹۸۵ (۶۹−۷۰ سال)) بازیکن فوتبال اهل بریتانیا بود.
از باشگاه‌هایی که در آن بازی کرده‌است می‌توان به باشگاه فوتبال هادرزفیلد تاون، باشگاه فوتبال اسکانتورپ یونایتد، و باشگاه فوتبال استون ویلا اشاره کرد.